# Strukturlegetechnik
Die Strukturlegetechnik (abgekürzt oft SLT) ist eine Methode zur Rekonstruktion subjektiver Theorien und darauf basierender Handlungen durch ein Dialog-Konsens-Verfahren. Ziel ist es, einen Konsens über Ziel-Mittel-Argumentationen bzw. eine Flussdiagramm-Beschreibung von Handlungen im Dialog zu erstellen. Es handelt sich also um eine Form der kommunikativen Validierung von subjektiven Theorien. Theoretische Grundlage ist das Konzept der „inneren“ oder „mentalen“ „Repräsentation“. Darstellbar sind sowohl deklarative Wissensformen („Zustandswissen“) als auch prozedurales oder Veränderungswissen einschließlich der dafür erforderlichen Transformationsregeln.

## Methode
Man benötigt (Kartei- bzw. Metaplan-)Kärtchen und einen potentiellen Benutzer mit guter Abstraktionsfähigkeit. Der Benutzer soll im Dialog mit einem geschulten Beobachter mittels der Kärtchen, deren Zahl vorab nicht begrenzt ist, aber 30 selten überschreitet, einen Zustand oder einen Ablauf (bzw. eine handlungsorientierte Struktur) nachbilden. Die Kärtchen sollen entweder mit Begriffen beschriftet werden, die der Benutzer nennt, oder mit vorbereiteten Begriffen und Funktionen (z. B. „... impliziert ...“, „folgt aus“, „steht im Gegensatz zu“, „ist Voraussetzung für“, „ist größer/kleiner als“, „verstärkt/verringert“, „sind wechselseitig abhängig“, „ist definitorisch gleich“, „ist Ober-/Unterkategorie von“, „beabsichtigt“). 

## Anwendungen
Außer in der psychologischen Diagnostik (auch bei Aphasie) finden sich Anwendungen im Rahmen der Evaluierung von gebrauchstauglichen Produkten und Systemen oder in der Risikoforschung. Die Anwendung deckt Handlungsursachen und -motive im Dialog auf und verhindert z. B., dass riskante Fehlhandlungen oder fehlerhafte Abläufe in komplexen Systemen „von außen“ falsch gedeutet werden. Sie stimuliert die Reflexion über das eigene und fremde Handeln.

## Aufwand
Das Strukturlegen erfordert nur eine geringe Vorbereitung. Die Durchführung und Auswertung ist ebenfalls nicht sehr zeitaufwändig (ca. eine bis zu drei Stunden pro Sitzung). Die Technik ist urheberrechtlich nicht geschützt und nach gewisser Übung von allen Menschen mit hinreichender Abstraktionsfähigkeit nutzbar.

## Vor- und Nachteile
Das Instrument kann durch beliebige Funktionskarten ergänzt werden. Die Methode lässt es zu, die Ergebnisse („Mikrobilder“) unterschiedlicher Benutzer direkt zu vergleichen. Die gedanklichen Vorstellungen des Benutzers können präzise erfasst werden. So können auch unterschiedliche Sichtweisen von Angehörigen verschiedener Berufsgruppen verdeutlicht werden. Die SLT kann auch für Gruppen verwendet werden, die im Dialog ein gemeinsames Bild der Situation entwerfen, was allerdings arbeitsintensiver ist und möglicherweise nicht lösbare Widersprüche ausklammert. Die nachträgliche Aggregierung individueller Sichtweisen zu einem Gesamtbild ist ein äußerst komplexer Prozess, der allein mit der SLT nicht zu lösen ist. Das Instrument eignet sich auch nicht zur Konstruktion geplanter Funktionen. Es handelt sich auch nicht um ein Kreativitätstool. 